# Happach (Eitorf)

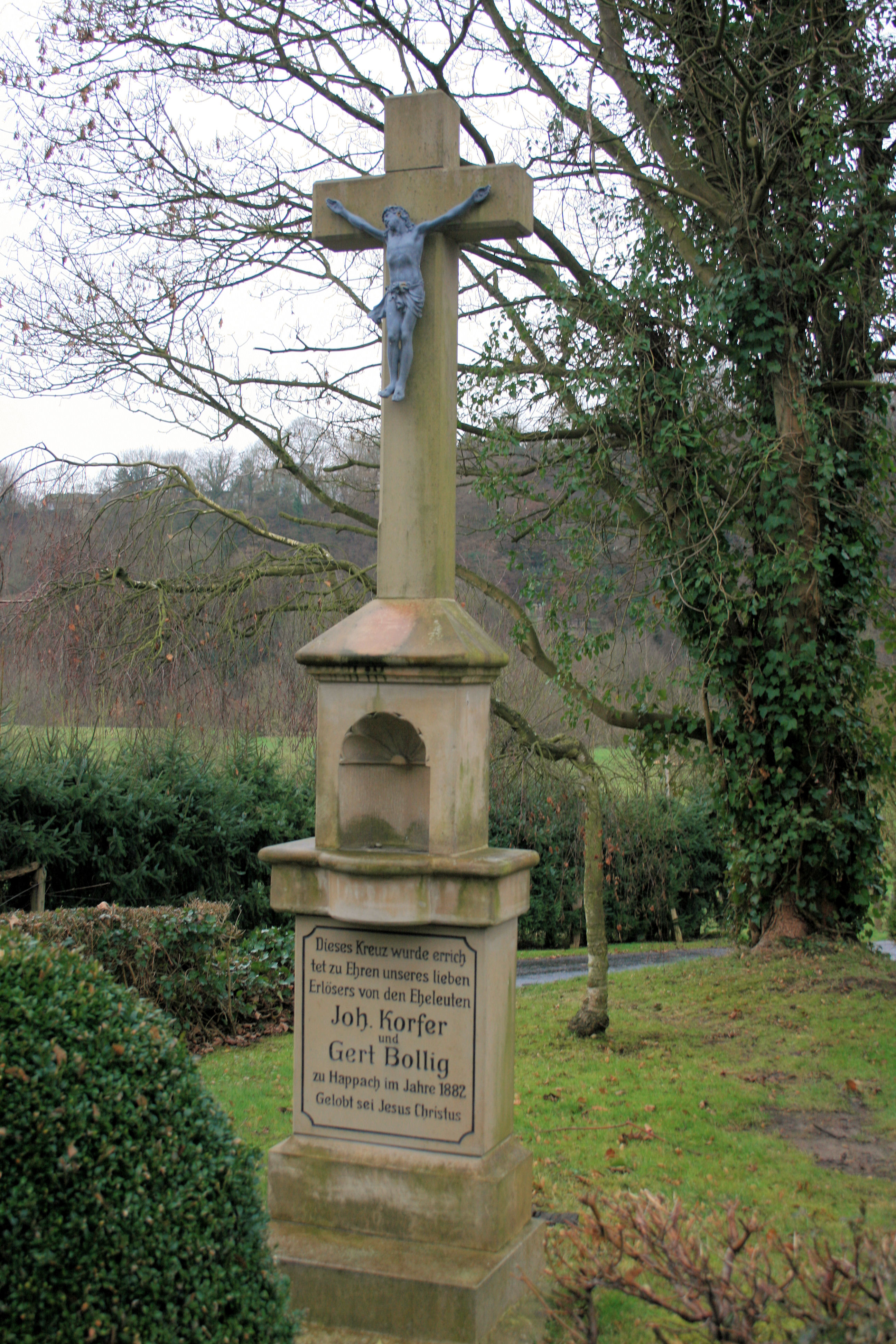
Das Wegekreuz der Familien Korfer und Bollig in Happach von 1882

Happach (mundartl.: Happich) ist ein Ortsteil der Ortschaft Bach in der Gemeinde Eitorf. Der Ort wird durch die L 333 geteilt.

## Lage
Der Ort Happach liegt auf ca. 95 m ü. NHN am südlichen Ufer der Sieg. Nachbarorte im Norden sind Merten und Lützgenauel über die Sieg hinweg. Der Ortsteil ist auch namensgeblich für den Spicherwald, der ihn vom Ortsteil Harmonie trennt.

## Geschichte
1843 war Happig ein Einzelhof mit sieben katholischen Einwohnern. 1885 hatte Happach fünf Häuser mit 31 Einwohnern. Damals gehörte der Ort zur Gemeinde Merten.
1925 waren in Happach sechs Haushalte verzeichnet: Bahnarbeiter Wilhelm Adolf, Ackerer Karl Balensiefen, Gastwirt Wilhelm Busch, Ackerer Johann Frings, Arbeiter Anton Schumacher und der Bahnwärter Everhard Stopperich.